# Tudor Pro Cycling Team
Tudor Pro Cycling Team (codul echipei UCI: TUD) este o echipă ciclistă UCI ProTeam elvețiană care participă la UCI Europe Tour. Echipa a fost fondată sub numele de Swiss Racing Academy și înregistrată cu o licență UCI Continental pentru sezonul 2019.
În aprilie 2022, fostul ciclist profesionist elvețian Fabian Cancellara a preluat proprietatea echipei și a încheiat un parteneriat cu producătorul elvețian de ceasuri Tudor pentru a sponsoriza echipa.
În decembrie 2022, Uniunea Ciclistă Internațională a anunțat că Tudor Pro Cycling Team a primit o licență UCI ProTeam pentru sezonul 2023.

## Legături externe
- Site web oficial